# Кулик Олександра Василівна
Олександра Василівна Кули́к (нар. 1 жовтня 1897, Миргород — пом. 2 травня 1973, Київ) — українська радянська майстриня художньої вишивки, художниця декоративно-ужиткового мистецтва і педагог; член Спілки радянських художників України з 1951 року.

## Біографія
Народилася 19 вересня [1 жовтня] 1897 року в місті Миргороді (нині Полтавська область, Україна). Протягом 1912—1916 років працювала вишивальницею Миргородської майстерні художньої вишивки. 1919 року закінчила Дігтярівську навчально-показову ткацьку майстерню, де навчалася у В. Костенської, Гликерії Цибульової; у 1928 році — Київський художній інститут (викладачі Лев Крамаренко, Андрій Таран, Василь і Федір Кричевські).
Учителювала у Києві; у 1929 році викладала на курсах підвищення кваліфікації кустарок у Трипіллі. Протягом 1930—1937 років працювала молодшим науковим співробітником Українського музею у Києво-Печерській лаврі, одночасно протягом 1935—1937 років викладала у дитячих будинках Києва. У 1937—1940 роках викладала у школі майстрів народного мистецтва та одночасно у 1937—1941 роках — у Київському художньо-промисловому училищі.
Після німецько-радянської війни у 1945—1957 роках викладала у Київському училищі прикладного мистецтва. Жила у Києві в будинку на вулиці Фроліській, № 6/8, корпус № 15, квартира № 2. Померла у Києві 2 травня 1973 року.

## Творчість
Працювала в галузі декоративного мистецтва (художнє вишивання). Вишивала жіночі й чоловічі сорочки, блузки, класичні «кілкові» рушники, скатертини, ширми, диванні подушки, тематичні декоративні панно,  зокрема з гербом УРСР (1951), портретами діячів радянської влади (Володимир Ленін, 1953).
У 1936 році на Одеській кіностудії художніх фільмів для художнього фільму «Назар Стодоля» створила ансамблі вбрання з використанням українського національного крою, орнаментики та колористики; у 1951 році створила костюми для Державного заслуженого українського народного хору (у співавторстві).
Авторка монографії «Українське народне художнє вишивання» (Київ, 1958), розділу про вишивку у книзі «Домоводство» (Київ, 1958).
Окремі роботи майстрині зберігаються у Національному музеї українського народного декоративного мистецтва у Києві. Її мистецький архів передано до Центрального державного архіву-музею літератури і мистецтва України.